# Украинская ночь
«Украинская ночь» — картина русского художника Архипа Куинджи (1841/1842—1910), написанная в 1876 году. Картина является частью собрания Государственной Третьяковской галереи (инв. 879). Размер картины — 79 × 162 см.

## История и описание
Картина «Украинская ночь» была впервые показана в 1876 году на 5-й выставке Товарищества передвижных художественных выставок («передвижников») и имела там большой успех. Она также экспонировалась в отделе русского искусства на Всемирной выставке 1878 года в Париже. В 1878 году за это полотно, вместе с картинами «На острове Валааме» (1873, ГТГ), «Чумацкий тракт в Мариуполе» (1875, ГТГ) и «Степь» (1875, ЯХМ), Куинджи было присвоено звание классного художника 1-й степени.
Эта картина считается переломной в творчестве художника. Начиная с неё, он отошёл от академического романтизма своих ранних работ, и отличительной чертой его творчества стала экзотичность изображения. Бо́льшая часть картины «Украинская ночь» написана бархатными сине-чёрными тонами, и только светлые стены деревенских домов-мазанок в правой части картины ярко сияют в лунном свете.

## Отзывы
Писатель Михаил Неведомский, автор биографии Куинджи, писал:
Но настоящим торжеством Куинджи явилась его картина 1876 года — «Украинская ночь», украшавшая, в истинном смысле этого слова, пятую передвижную выставку. Можно сказать, что именно в этой вещи Куинджи впервые нашел себя, стал на истинный свой путь, выявил все богатство своей художественной индивидуальности. Именно с «Украинской ночи» надо отметить начало зрелой поры в творчестве Куинджи...
А искусствовед Владимир Петров так писал в своей статье, посвящённой 150-летию со дня рождения Архипа Куинджи:
А в 1876 году живописец показал себя несравненным певцом ночной степи — перед зрителями на 5-й Выставке передвижников предстала знаменитая «Украинская ночь» (ГТГ). Усыпанное яркими звёздами глубокое тёмно-синее небо, озарённые лунным сиянием белые хаты степной деревушки, стройные пирамидальные тополя и заросший камышом прудик были написаны художником с удивительной смелостью светоцветового обобщения и необычным соединением «физиологической» достоверности и подлинной поэтичности образа, заставляя не только поражаться мастерству иллюзии, но и вспоминать вдохновенные описания «дивной» украинской ночи у Пушкина и Гоголя.